# Ларин, Владимир Николаевич
Влади́мир Никола́евич Ла́рин (8 мая 1939 — 9 октября 2019, Москва) — советский и российский геолог, доктор геолого-минералогических наук. Автор одной из разновидностей геологической гипотезы «Расширяющейся Земли», известной как «Гипотеза изначально гидридной Земли». Автор 5 книг и более 40 научных статей.

## Семья
Был дважды женат.
У В. Н. Ларина два сына, старший — Николай Ларин, по профессии геолог.

## Биография
В 1961 г. окончил геологический факультет МГУ.
В 1968 г. на учёном совете Института минералогии, геохимии и кристаллохимии редких элементов защитил кандидатскую диссертацию на тему «Критерии прогнозирования слепых редкометальных месторождений в Северном Прибалхашье Центрального Казахстана».
В 1989 г. на учёном совете Геологического института АН СССР защитил докторскую диссертацию на тему «Земля: состав, строение и развитие (альтернативная глобальная концепция)». Диссертация была опубликована на английском языке в канадском издательстве Polar Publishing в 1993 г..
Владимир Ларин в конце жизни страдал онкологическим заболеванием и скончался 9 октября 2019 года. По слухам, в этот день он застрелился.

## Научная деятельность

### Гипотеза изначально гидридной Земли
В. Н. Ларин выдвинул гипотезу изначально гидридной Земли, согласно которой ядро планеты сформировалось из гидридов металлов. Исходя из этого, Ларин утверждал, что ядро Земли состоит из гидридов железа и кремния и, таким образом, содержит значительное количество водорода, который постепенно высвобождается и просачивается в атмосферу. По этой гипотезе практически все особенности развития планеты объясняются выделением водорода из её недр. Среди постулатов Ларина — утверждения о проникновении протонов (ядер водорода) как в кристаллическую решётку металлов, так и в электронные оболочки их атомов. Среди выводов — вязкое жидкое ядро, мантия из сплавов кремния, магния и железа и кора из силикатов и оксидов. Концепция Ларина является интересной, при этом противоречит общепринятой модели строения Земли, как и кислородно-водородная модель Н. П. Семененко.

### Участие в редколлегии журналов
С 2013 года член редколлегии электронного научного журнала «Глубинная нефть».

### Участие в конференциях
Член орг. комитета Всероссийской конференции по глубинному генезису нефти и газа «Кудрявцевские Чтения» в 2012—2014 гг.

### Патенты
Автор патента на изобретение «Способ использования вещества мантии Земли для получения водорода».